# Brendan Canty
Brendan Canty (Frankston, 17 de enero de 1992) es un ciclista australiano que fue profesional entre 2015 y 2018.
Tras su retirada, pasó a ser asistente financiero de EF Education First en Barcelona.

## Palmarés
2015
- 1 etapa del Tour de Beauce

2016
- 2.º en el Campeonato Oceánico en Ruta
- 1 etapa de la Vuelta a Austria[2]

## Resultados en Grandes Vueltas
Durante su carrera deportiva consiguió los siguientes puestos en las Grandes Vueltas:
| Carrera | Carrera         | 2015 | 2016 | 2017  | 2018 |
| ------- | --------------- | ---- | ---- | ----- | ---- |
|         | Giro de Italia  | —    | —    | —     | —    |
|         | Tour de Francia | —    | —    | —     | —    |
|         | Vuelta a España | —    | —    | 113.º | —    |

—: no participa

Ab.: abandono